# 努瓦谢勒站
努瓦谢勒站是法国巴黎东郊的一个通勤铁路车站，位于77省的努瓦谢勒境内。属于第五收费区（Zone 5）。

## 位置
努瓦谢勒站位于努瓦谢勒市区的南部，法兰西岛大区快铁A线上，距离沙特雷-大堂站大约22.6公里。车站轨道大致呈东西走向，是一个下沉式的铁路车站，中部和东侧均设有出入口。
努瓦谢勒站的全称是努瓦谢勒-勒吕扎尔站（法語：Gare de Noisiel - Le Luzard），其中勒吕扎尔是车站所在街区的名称。

## 设施
努瓦谢勒站设有人工售票窗口和自动售票机，并设有无障碍设施。

## 历史
努瓦谢勒站自1980年12月19日开始投入使用。之前RER A的东端终点站是大努瓦西东山站（Noisy-le-Grand – Mont d'Est）。
2008年至2013年间，从马恩拉瓦莱-谢西站出发通往巴黎方向的车次均不在马恩河畔布里站和讷伊普莱桑斯站停靠，前往这两个站的乘客需要在大努瓦西东山站换乘。2014年后，除高峰期外，大部分车次恢复了原来的停站。

## 停靠线路
以下列车线路在努瓦谢勒站停靠：
| 努瓦谢勒站列车线路表（区域线路） |           |           |             |                        |
| 起点                             | 上一站    | 线路      | 下一站      | 终点                   |
| 塞尔吉高地/普瓦西                | 努瓦西-尚 | [T] · (A) | 洛涅/托尔西 | 托尔西/马恩拉瓦莱-谢西 |

## 服务
努瓦谢勒站在正常时段的发车频率是10分钟一班，高峰时期的发车频率是每小时6至12班次。晚间及节假日的发车频率是15分钟一班。

## 配套交通

### 长途客车
| 停靠努瓦谢勒站的大巴车 |          |                                                                             |
| 上下车地点             | 运营单位 | 主要线路及目的地                                                            |
| 努瓦谢勒站附近         | Arlequin | 10：Lésigny · Servon · Brie-Comte-Robert                                    |
| 努瓦谢勒站附近         | (N)      | Paris-Gare de Lyon · Nogent-sur-Marne · Noisy-le-Grand · Torcy · Chessy-TGV |
| 1. 2.                  |          |                                                                             |

### 市内交通
| 努瓦谢勒站附近的市内公共交通线路 |                |                  | |
| 公交车站名称                     | 位置           | 运输单位         | 停靠线路                                                                                                |
| 努瓦谢勒-快铁站                  | 努瓦谢勒站北侧 | 巴黎大眾運輸公司 | 211 谢勒-地天商业中心 ↔ 托尔西-快铁站 213 谢勒-快铁站 ↔ 洛涅-村 220 马恩河畔布里-快铁站 ↔ 托尔西-快铁站 |
| 努瓦谢勒-快铁站                  | 努瓦谢勒站南侧 | Sit'Bus          | C 努瓦谢勒-快铁站 ↔ 蓬托-孔博-商业中心                                                                  |
| 1. 2.                            |                |                  | |

## 图集

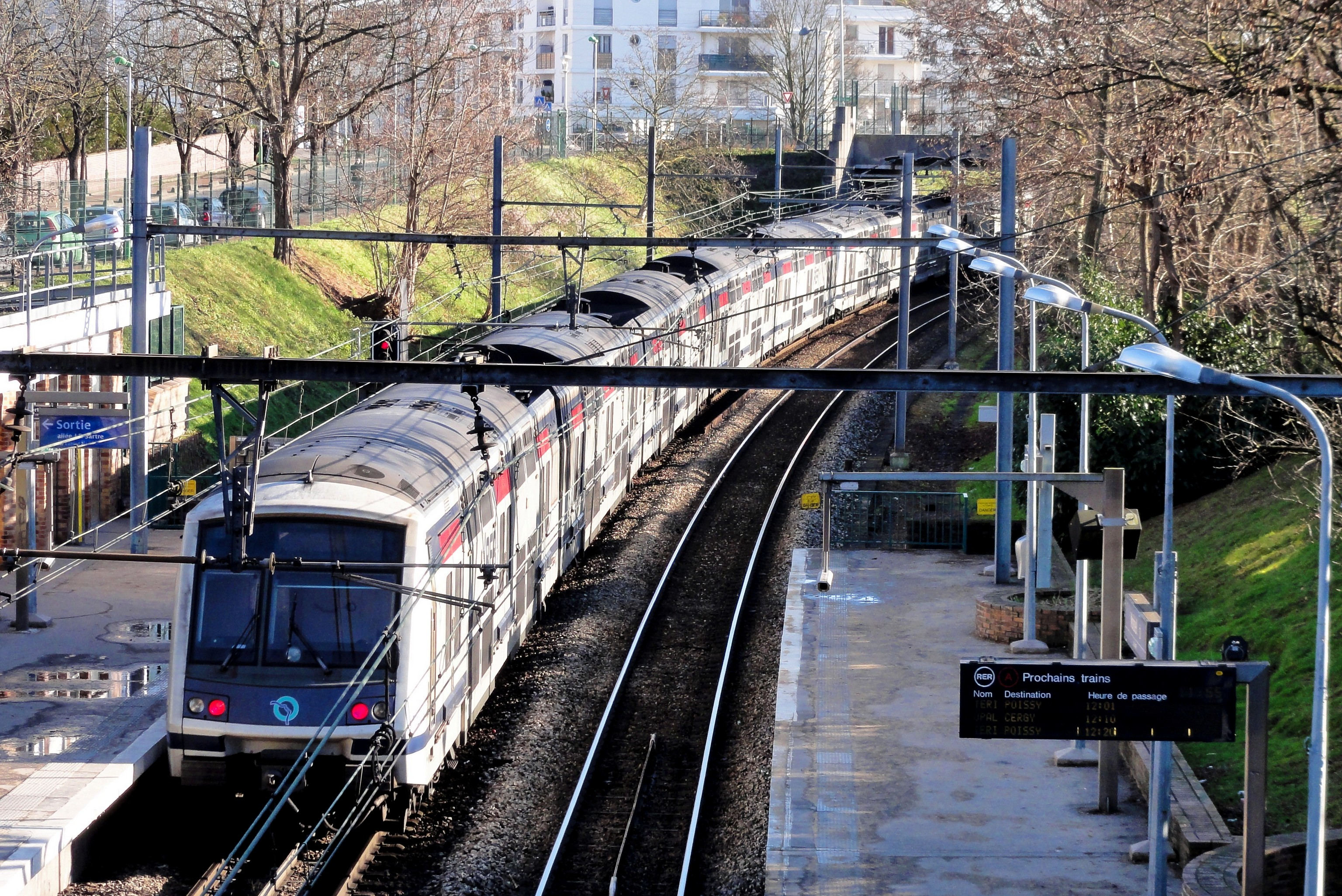
努瓦谢勒站的列车

## 临近车站
| 努瓦谢勒站（Gare de Noisiel）  |                     |                |
| 上行车站                       | 线路                | 下行车站       |
| 努瓦西-尚站 2.7km ←            | 法兰西岛大区快铁A线 | 洛涅站 → 1.4km |
| - 本表仅显示运营中的线路及车站 |                     |                |